# 船尾座QY
船尾座QY，又名BD-15 2049，HD 63302、SAO 153404、HR 3026，是船尾座的一颗恒星，视星等为6.34，位于銀經233.59，銀緯4.71，其B1900.0坐标为赤經7h 43m 5.2s，赤緯-15° 4.71′ 37″。